# Шистово
Шистово — деревня в Зарайском районе Московской области, в составе муниципального образования сельское поселение Струпненское (до 29 ноября 2006 года входила в состав Алферьевского сельского округа).

## Население
| 2002 | 2006 | 2010 |
| ---- | ---- | ---- |
| 0    | →0   | →0   |

## География
Шистово расположено в 10 км на юго-запад от Зарайска, на малой реке Уйна бассейна реки Осётр, высота центра деревни над уровнем моря — 157 м.

## История
Шистово впервые упоминается в Окладных книгах 1676 года, до 27 апреля 1923 входила в состав Каширского уезда Тульской губернии. В 1790 году в деревне числилось 7 дворов и 45 жителей, в 1858 году — 14 дворов и 60 жителей, в 1884 году — 0 житель, в 1906 году — 12 дворов и 103 жителя. В 1929 году был образован колхоз «Пятилетка», с 1950 года — в составе колхоза «К новой жизни», в последние годы — в составе опытно-производственного хозяйства им. Мерецкова.